# Poa ligularis
Poa ligularis es una especie de gramínea  perteneciente a la familia Poaceae. Es originaria de Argentina.

## Taxonomía
Poa ligularis fue descrita por Nees ex Steud. y publicado en Synopsis Plantarum Glumacearum 1: 257. 1854.
Etimología
Poa: nombre genérico derivado del griego poa = (hierba, sobre todo como forraje).
ligularis: epíteto latino que significa "con lígula".
Sinonimia
- Poa ligularis var. ligularis[4][5]